# غار آب آسک
غار آب اسک این غار در آمل و در نزدیکی آب اسک، در دره هراز واقع شده‌است. حدود یک ساعت از روستای پیاده‌روی دارد که از کنار ارتفاعات و حواشی رود هراز می‌گذرد. طول غار در حدود ۳۷۰ متر است و مسیرهای متعدد کوچکی نیز دارد. دهانه آن بسیار بزرگ و بلند است. مسیر دسترسی به غار تا حدودی نیاز به مهارت در کوه‌نوردی دارد. در تمام طول مسیر قله دماوند در قسمت شمال جاده هراز قابل رویت است.